# メキシコ無宿
『メキシコ無宿』は、1962年に製作された日本映画。 主演は宍戸錠、監督は蔵原惟繕。

## キャスト
- 野中錠：宍戸錠
- 平田美也子：笹森礼子
- 平田康雄：葉山良二
- 赤沢テル：中原早苗
- ペドロ・ラビスタ：アントニオ・メディーナ
- 薮下：水原弘
- カッパ：光沢でんすけ
- 海坊主：土方弘
- あんこう：長門勇
- ごね亀：高品格
- スタンバイの女：堺美紀子
- マリヤ・フェレーロ：パトリシア・コンデ
- ラモン・アンドレ：P・ペニュア
- アンドレア：S・バリオス
- パンチョ・サンチェス：藤村有弘
- フェルナンド：バレンチン・トルヒヨ
- パブロ：H・テムホ
- 三国人：永井智雄
- ギャング：滝恵一
- 火夫：榎木兵衛
- ヤクザA：黒田濠
- ヤクザB：木島一郎
- パンドラ：江幡高志
- 富豪：田中明夫
- 警部：花村典昌
- ノロナ号の船長：ベルナール